# Asarum glabrum
Asarum glabrum är en piprankeväxtart som beskrevs av Elmer Drew Merrill. Asarum glabrum ingår i släktet hasselörter, och familjen piprankeväxter. Inga underarter finns listade i Catalogue of Life.